# Таджиматов, Вахаб
Вахаб Таджиматов (1918 год, кишлак Турват, Скобелевский уезд, Ферганская область, Туркестанская АССР — дата смерти неизвестна, Курган-Тюбинский район, Таджикская ССР) — звеньевой садово-виноградарского совхоза № 1 Министерства пищевой промышленности СССР, Курган-Тюбинский район Сталинабадской области, Таджикская ССР. Герой Социалистического Труда (1949).

## Биография
Родился в 1918 году в крестьянской узбекской семье в кишлаке Турват Скобелевского уезда. С 1933 года — виноградарь, звеньевой виноградарского звена в колхозе «Пахтаарал» Джиликульского района (с 1938 года — садово-виноградарский совхоз № 1 («Садвинсовхоз»).
В 1948 году бригада под его руководством собрала в среднем с каждого гектара по 206,2 центнера винограда на участке площадью 3 гектара. Указом Президиума Верховного Совета СССР от 5 октября 1949 года удостоен звания Героя Социалистического Труда за «получение высоких урожаев винограда на поливных виноградниках в 1948 году» с вручением ордена Ленина и золотой медали «Серп и Молот».
В 1950 году за выдающиеся трудовые достижения был награждён вторым Орденом Ленина. Неоднократно участвовал во Всесоюзной сельскохозяйственной выставке.
Трудился в совхозе до 1978 года. Проживал в Курган-Тюбинском районе. Дата смерти не установлена.
Награды
- Герой Социалистического Труда
- Орден Ленина — дважды (1949; 06.10.1950)
- Орден Октябрьской Революции (25.12.1976)
- Почётная Грамота Президиума Верховного Совета Таджикской ССР